# Sun Devil Stadium
Sun Devil Stadium, Frank Kush Field é um estádio de futebol americano localizado no campus da Universidade do Estado do Arizona, em Tempe, Arizona.
O estádio é a casa do Arizona State Sun Devils da Pacific-10 Conference. O local também foi a casa do Arizona Cardinals da NFL etre 1988 e 2005 e foi também a sede do Fiesta Bowl, de 1971 a 2006.
O estádio também abriga eventos musicais com shows das bandas The Rolling Stones, U2, The Sugarcubes, Public Enemy, Rage Against the Machine, Paul McCartney, Pink Floyd, e outros.